# Date Movie
Date Movie (bra: Uma Comédia Nada Romântica) é um filme norte-americano de 2006, do gênero comédia romântica, escrito e dirigido por Jason Friedberg e Aaron Seltzer. O filme foi lançado em 17 de fevereiro de 2008 pela 20th Century Fox. Paródia do gênero de comédia romântica, grande parte do enredo é baseada em My Big Fat Greek Wedding e Meet the Fockers. É estrelado por Alyson Hannigan, Adam Campbell, Sophie Monk, Tony Cox, Jennifer Coolidge, Eddie Griffin e Fred Willard.
Carmen Electra ganhou o Framboesa de Ouro de pior atriz coadjuvante por sua atuação neste filme e Scary Movie 4.
O filme tem uma classificação de 7% no Rotten Tomatoes. Apesar disso, o filme foi um sucesso de bilheteria e arrecadou US$ 48 548 426 nos Estados Unidos e US$ 36 247 230 internacionalmente, somando um total mundial de US$84 795 656. O filme foi lançado em DVD em 30 de maio de 2006 nas versões classificada (83 minutos) e não classificada (84 minutos) e 1 051 878 unidades foram vendidas, gerando uma receita de US$18 777 508.

## Sinopse
Julia Jones (Alyson Hannigan) é uma garçonete pouco atraente, que trabalha no restaurante de seu pai. Ela sonha em achar o homem de seus sonhos e se casar, mas tem um sério problema de peso, que lhe impede de deixar uma impressão positiva nas pessoas. Mesmo assim ela o acha e o perde em segundos. Assim, vai até um conselheiro sentimental, que manda fazer uma "lanternagem" nela, o que a transforma numa bela jovem. Ela consegue reencontrar e conquistar Grant Fockyerdoder (Adam Campbell), que também se apaixona por ela. Eles não desperdiçam tempo e marcam a data do casamento. Enquanto o dia não chega eles lidam com problemas, como os pais dela querendo se intrometer na sua vida e o confronto de Julia com a ex-noiva de Grant, Andy (Sophie Monk), que quer usar sua sensualidade e beleza para evitar que Grant se case.

## Elenco
- Alyson Hannigan como Julia Jones
- Adam Campbell como Grant Fockyerdoder
- Eddie Griffin como Frank Jones
- Sophie Monk como Andy
- Tony Cox como Hitch
- Fred Willard como Bernie Fockyerdoder
- Jennifer Coolidge como Roz Fockyerdoder
- Meera Simhan como Linda Jones
- Judah Friedlander como Nicky
- Marie Matiko como Betty Jones
- Valery Ortiz como Jell-O
- Carmen Electra como Anne
- Mauricio Sanchez como Eduardo
- Beverly Polcyn como mulher com o gato
- Scott Speedman como Ty Andrews
- Jack Cortes como Danny Ricks
- Tom Fitzpatrick como Gandalf
- Tom Lenk como Frodo
- Lil Jon como ele mesmo
- Josh Meyers como Napoleon Dynamite / Owen Wilson em Wedding Crashers
- Edward Moss como Michael Jackson
- Nadia Dina Ariqat como Britney Spears
- Nick Steele como Kevin Federline
- Jasen Salvatore como Ben Stiller
- Bridget Ann Brno como Bridget Jones

## Paródias

### Filmes e programas de TV
- What Women Want (2000)
- My Big Fat Greek Wedding (2002)
- Bend It Like Beckham (2002)
- Bridget Jones's Diary (2001)
- Hitch (2005)
- Pimp My Ride (2004-2007)
- The Bachelor (2002-2005)
- Star Wars: Episode III – Revenge of the Sith (2005)
- Meet the Parents (2000)
- Meet the Fockers (2004)
- The Wedding Planner (2001)
- Dodgeball: A True Underdog Story (2004)
- Kill Bill (2003)
- King Kong (2005)
- trilogia The Lord of the Rings (2001-2003)
- Father of the Bride (1991)
- Mr. & Mrs. Smith (2005)
- When Harry Met Sally... (1989)
- Along Came Polly (2004)
- The Princess Diaries (2001)
- Napoleon Dynamite (2004)
- My Best Friend's Wedding (1997)
- comercial da rede de fast food Carl's Jr. com Paris Hilton (2005)
- Legally Blonde (2001)
- How to Lose a Guy in 10 Days (2003)
- The Seven Year Itch (1955)
- Say Anything... (1989)
- The Wedding Date (2005)
- A Streetcar Named Desire (1951)
- Notting Hill (1999)
- Jerry Maguire (1996)
- Wedding Crashers (2005)
- X-Men 2 (2003)
- Sweet Home Alabama (2002)

### Pessoas da vida real
- Tara Reid
- Michael Jackson
- Britney Spears

## Trilha sonora
Lista de faixas
1. "Milkshake" – Kelis
2. "Party Hard" – The Perceptionists
3. "You’re the First, the Last, My Everything" – Barry White
4. "Toma" – Pitbull com Lil Jon
5. "Funhop" – Todd Schietroma
6. "Do You Believe in Magic" – The Lovin' Spoonful
7. "Too Much Booty (In da Pants)" – Soundmaster T
8. "Break it on Down" – Flii Stylz & Tenashus
9. "Baby Come Back" – Player (Edit)
10. "The Price Is Right (tema)" – David Kitay
11. "Break It Down" – Alana D.
12. "Come on Shake" – Classic
13. "What Will You Do?" – Sparklemotion
14. "Don't Cha" – Pussycat Dolls

## Recepção
O filme não teve exibição prévia na imprensa. O Metacritic, que usa uma média ponderada, atribuiu ao filme uma pontuação de 11 em 100, baseado em 18 críticos, indicando "antipatia esmagadora". No site agregador de críticas Rotten Tomatoes, 7% das 86 resenhas dos críticos são positivas, com uma classificação média de 2,5/10. O consenso crítico do site afirma: "Na tentativa de parodiar clichês de comédia romântica (...) acaba por zombar de si mesmo, com humor juvenil no banheiro e referências vazias da cultura pop".
Owen Gleiberman, da Entertainment Weekly, premiou o filme com nota B e o comparou com fast food, sugerindo que, se o público está "sedento de comédia salgada e barulhenta", esse filme pode ser exatamente o que o público deseja. Variety elogiou Jennifer Coolidge por fornecer alguns momentos brilhantes com uma paródia de Barbra Streisand, mas ficou impressionada ao descrever o filme como "acolchoado e repetitivo".
O crítico Scott Tobias, do The A.V. Club, ficou surpreso ao ver que uma "comédia de piada por segundo" não conseguiu conter uma única risada.
Pete Vonder Haar, da Film Threat, descreveu o filme como um candidato ao pior de 2006. Ele saiu do filme depois de 29 minutos sem rir e disse que não sentia nenhuma culpa por isso. Ele descreveu o riso de outras pessoas na platéia como "inexplicável" e se perguntou se a platéia americana do cinema é composta de "macacos bugios".